# Compañía discográfica independiente
Una compañía discográfica independiente o sello independiente es una discográfica que fue fundada de manera particular y que opera sin la intervención de una disquera de mayor renombre o presupuesto. Muchas bandas iniciaron su carrera artística bajo discográficas independientes.

## Definición
Las diferencias entre una compañía discográfica grande y una independiente, aparte de las definiciones entre sí, varían según el crítico o locutor. Las más pronunciadas son que una disquera grande es aquella que posee su propia red de distribución; en tanto, las discográficas independientes son esas que firman acuerdos de publicación conjuntos a sellos grandes para así poder extender sus lanzamientos y licencias a nivel internacional.

## Discográficas independientes

### Años 1920-1940
En los años veinte, en Estados Unidos, la historia de la música independiente estuvo marcada por la rivalidad entre las grandes discográficas, como Columbia Records, y los pequeños sellos independientes especializados en música negra, sobre todo blues y jazz. La Gran Depresión de finales de la década provocó la quiebra de muchos de estos sellos independientes, algunos de los cuales fueron absorbidos por las grandes discográficas, marcando un punto de inflexión crucial en la evolución de la industria musical independiente.

### Años 1950: la aparición del rock
Fue un sello independiente de Chicago, Chess Records, el que publicó Rocket 88 de Ike Turner and the Kings of Rhythm (acreditado al saxofonista y cantante del grupo, Jackie Brenston) en 1951, a menudo considerado el primer disco de rock'n'roll. El disco se grabó en el estudio Sun, más tarde propiedad de Sun Records, otro pequeño sello independiente que desempeñó un papel clave en los inicios del rock, sobre todo editando los cinco primeros discos de Elvis Presley.

### Años 1960-1970: la contracultura
En los años 60, con el advenimiento del movimiento hippy y el desarrollo de la noción de contracultura, surge la idea de una música marginal, underground, reservada a los iniciados. En 1962 y 1973, respectivamente, se fundaron grandes sellos independientes como Island Records y Virgin Records (que editó los primeros discos de Gong y Mike Oldfield). Ambas fueron absorbidas por un gran sello en la década de 1990.

### Desde el año 2000: la era de Internet
Hoy en día, la línea divisoria entre los sellos independientes y las grandes discográficas se ha estrechado considerablemente, y muchos de los artistas más importantes, como Madonna, Coldplay o Prince, han abandonado sus compañías discográficas para trabajar por su cuenta. Con iTunes e Internet, y la progresiva desaparición de los soportes físicos, apenas se necesita otra cosa que una buena agencia de prensa.